# Бонавентура
Бонавенту́ра (італ. Bonaventura), в миру Джованні Фіданца (італ. Giovanni di Fidanza; 1221—1274) — італійський філософ та теолог, Учитель Церкви. Католицький святий.

## Біографія
Народився у Баньорджо, в Тоскані.
Навчався в Паризькому університеті, де потім був професором: здобув там ступені магістра вільних мистецтв та доктора теології. Вступив до ордену францисканців близько 1243 року, де ще під час навчання його обрали генералом ордену в 1257 році. Папа Римський Григорій X призначив Бонавентуру кардиналом Альбано. У 1274 році Бонавентура допомагав організовувати Другий Ліонський собор, під час проведення якого він помер у липні 1274 року.
Бонавентуру було канонізовано у 1482 році папою Сікстом IV і названо вчителем Церкви у 1587 році.
Для загалом схоластичного стилю Бонавентури властиві численні елементи християнської містики. Серед впливів на нього варто виділити арістотелізм та августиніанство, які він намагався синтезувати наскільки можливо.